# 성완종
성완종(成完鍾, 1951년 8월 20일~2015년 4월 9일)은 대한민국의 기업인, 정치인이다. 대아건설과 경남기업 회장을 지냈다. 제19대 국회의원을 지냈다. 묘소는 충청남도 서산시 음암면 도당리에 있다.

## 생애
1977년 서산토건에 입사하며 건설업을 시작하였고, 당시 대표인 최순기가 개인사정으로 사업을 접으며 성실히 일하던 성완종에게 인수를 권유하여 200만원에 회사를 매입하였다.
1979년 충청권 서열 3위의 건설업체 대아건설(주)를 인수하였고, 1985년 1월 경 대아건설 주식회사의 대표이사로 취임하였다. 대아건설은 플랜트 산업 설비 분야에서 토목주택까지 사업영역을 확장하며 1993년 코스닥에 상장, 1996년에는 서울특별시 가락동 농수산물시장의 중·도매법인‘중앙청과’와, 온양관광호텔을 인수하며 사업영역을 확장하였다. 성완종은 대아건설 회장으로 재직하며 대아건설과 자회사인 대아레저산업(주), 대원실업(주), 대완건설(주)를 경영하여 왔다.
1991년 미국의 비인가대학인 퍼시픽웨스턴 대학교에서 경영학사 학위를 취득하였으며, 1995년 대한건설협회 부회장을 역임했다.
2003년 옛 대우그룹 계열사였던 경남기업 지분 51%를 확보하며 인수했고, 2004년 9월 경남기업이 대아건설을 흡수합병하였다. 2004년 10월 경 경남기업 주식회사의 회장으로 취임하여 경남기업과 자회사를 경영하였다.
2007년 12월 31일 이명박 당선인은 성완종을 대통령직 인수위원회에서 과학비즈니스벨트 자문위원에 임명했다.
2004년 10월 이래로 경남기업 회장으로 재임하였으나, 제19대 대한민국 국회의원 선거에서 서산시·태안군 지역구 국회의원으로 선출된 이후 회장직을 사임하였다.

### 서산장학재단 사업
성완종은 40세이던 1990년 4월 자신의 사재 31억 원의 기부로 기금을 조성하여 재단법인 서산장학재단을 설립한다. 이사장에 취임해 여러차례 서산장학대상 시상을 해왔으며, 김대중 정부에서 임기 마지막달인 2003년 2월 12일 국민훈장 모란장을 수상하였다. 성완종은 2003년 2월 21일에는 대구 지하철 참사로 세 남매를 고아로 남겨둔 채 목숨을 잃은 주부의 사연을 듣고 유가족 3남매에게 초등학교부터 대학졸업 때까지의 등록금을 전액지급키로 했다.
2014년 12월 10일 서산장학재단은 경남기업 소유의 베트남 하노이 랜드마크72빌딩에서 하노이국립인문사회과학, 하노이국립백화대학과 장학사업과 관련한 자매결연 협약을 맺었다. 서산장학재단은 베트남 교육발전과 인재육성을 위해 교류·협력을 추진하고 매년 50명의 베트남 장학생을 선발해 등록금에 해당하는 장학금을 졸업 때까지 지원하기로 하였으며, 12월 20일에는 623명에게 총 3억9000여만원을 지원하는 2014년도 장학금 전달식을 가졌다.
서산장학재단은 2015년 성완종 이사장의 사망 시점까지 2만 5000여명에게 300억 원의 장학금을 지급하였다.

## 범죄전력

### 16억원 횡령해 불법 정치자금 제공
2002년 5월경 성완종 대아건설 회장은 S사 등 하도급업체 8곳에 공사 대금을 2억원씩 많이 송금한 뒤 다음날 되돌려받는 방식으로 16억원의 불법자금을 조성하였고, 이를 자유민주연합 측에 전달하였다.
2004년 6월 2일 성완종은 구속되었다.
2004년 7월 23일 대전지방법원 천안지원 형사합의부는 성완종에게 정치자금에관한법률위반, 특정경제범죄가중처벌등에관한법률위반(횡령) 죄로 징역 2년, 집행유예 3년 형을 선고하였다.

### 배임증재
2005년 8월 11일 서울중앙지방검찰청 특수2부는 성완종을 배임증재로 불구속 기소했다. 성완종(경남기업 회장)은 김재복 행담도개발(주) 사장으로부터 “2단계 행담도 개발사업의 시공권을 줄 테니 그 대가로 돈을 빌려 달라”는 제의를 받고, “대아레저산업(주) 등 대아건설 계열사들이 120억 원을 무이자로 대여하여 줄 테니 위 회사들에게 2단계 행담도 개발사업의 시공권을 부여하되, 정부표준품셈에 의해 산출된 설계비대로 도급공사금액을 결정해 달라”는 청탁을 하여 김재복에게 승인받았다. 성완종은 2002년 11월 25일 대아레저산업(주) 명의로 30억원, 대원실업(주) 명의로 70억원, 2003년 1월 15일 대완건설(주) 명의로 20억 원, 합계 120억원을 김재복에게 무이자로 대여하였다. 김재복은 성완종으로부터 120억 원을 2년간 무이자로 빌려 19억 2000만원으로 추정되는 이익을 제공받았다.
2006년 2월 6일 서울중앙지방법원 제25형사부(재판장 이혜광)는 불구속 기소된 성완종에게 배임증재 죄로 징역 6월, 집행유예 1년을 선고했다.
2007년 11월 23일 항소심 재판부인 서울고등법원 형사1부(재판장 서기석 부장판사) 역시 원심 판결과 같이 징역 6개월에 집행유예 1년을 선고했다.

### 공직선거법 위반
성완종은 2012년 4월 총선을 앞두고 서산장학재단을 통해 서산 및 태안 지역주민에게 무료음악회를 열고, 충남자율방범연합회에 청소년 선도 지원금 명목으로 1000만 원을 기부한 것이 공직선거법 위반에 해당되어 기소되었다. 서산장학재단은 회원과 장학금 수혜자 3만여 명에게 탄원서 서명을 제출받아 1심 재판부인 대전지방법원 서산지원에 전달했다. 1심에서 무죄를 선고받았으나, 대전고등법원 항소심 재판부는 서산장학재단이 그동안 충남방범연합회에 지급한 금품이 없었던 점을 들어 공직선거법에서 예외로 허용한 '정기적으로 지급한 행위'(공직선거법 제112조)가 아니어 유죄를 판시했다. 2014년 6월 26일 대법원 1부(주심 고영한 대법관)가 벌금 500만 원을 선고한 원심을 확정하여 의원직을 상실했다.

### 사기·횡령 등
2015년 4월 6일 서울중앙지방검찰청 특수1부(임관혁 부장검사)는 특정경제범죄가중처벌등에관한법률위반(사기, 횡령), 자본시장과금융투자업에관한법률위반으로 성완종에게 구속영장을 청구했다. 검찰 수사 결과 성완종은 경남기업 회장으로 재직하던 2006년∼2013년 5월 회사 재무상태를 속여 한국석유공사로부터 성공불융자금 330억원, 한국광물자원공사에서 일반융자금 130억원을 받았고, 한국수출입은행 등 금융권에서 대출을 받았다.(특정경제범죄가중처벌등에관한법률위반(사기)). 성완종은 2008∼2013년 정부 융자에 필요한 신용등급을 유지하기 위해 재무상태가 좋은 것처럼 9천500억원대 분식회계를 벌였다(자본시장과금융투자업에관한법률위반). 또한 이를 통해 받은 정부융자금 일부와 회삿돈을 빼돌려 200억원대의 비자금을 조성(특정경제범죄가중처벌등에관한법률위반(횡령))했다.

### 정치권 금품 제공
이명박 정부의 자원외교와 관련하여 비리 의혹에 연루되어 관련 수사를 받던 중 법원의 구속영장 실질심사가 예정된 2015년 4월 9일 오전 유서를 쓰고 서울 청담동 자택을 나온 직후인 오전 6시부터 50분간 경향신문과 전화 인터뷰를 하고 나서 법원에 출석하지 않고 잠적했다가 실종신고를 받은 경찰의 수색 끝에 북한산 형제봉 부근 300m 지점에서 스스로 목숨을 끊은 성완종이 발견되었다.
자살하기 전 경향신문과 인터뷰에서 "김기춘 전 비서실장에게 10만달러, 허태열 전 비서실장에게 7억원을 줬다"는 등의 사실을 밝히면서 돈 건넨 인사들 거론 때마다 ‘신뢰’가 깨진 서운함 드러냈다.
성완종의 시신 수습과정에서 상의 주머니에 있던 이름과 금액이 적힌 금품 메모지가 발견되었다. A4용지 8분의 1 크기로 특정인의 이름과 금액 등 모두 55자가 적혀 있었다. 메모에는 김기춘, 허태열 전 비서실장 외에 ‘유정복 3억, 홍문종 2억, 홍준표 1억, 부산시장 2억’, 이병기 대통령비서실장과 이완구 국무총리의 이름도 적혀 있었으며 언론은 이를 '성완종 리스트'로 부르며 보도하였다. 이중 부산시장은 2억 제공 시점 당시의 허남식 전 부산시장이 아닌 서병수 현 부산시장을 가리키는 것으로 알려졌다.
검찰은 성완종의 200억 대의 비자금 가운데 30억 원을 현금화했던 것을 확인하고 수사하고 있었으며, 성완종의 지인인 한 모 목사는 경남기업에 대한 검찰 수사가 시작된 뒤 경남기업 소유의 온양관광호텔 5층 객실에서 성완종을 만나 "사업을 하면서 정·관계 인사 100여 명에게 150억 원을 줬다"며 금품을 먼저 요구하여 사업과 정치를 하는 동안 돈을 줬다고 주장했다. 이에 대해 경남기업 측은 주장할 근거가 없다며 사실이 아니라고 반박했지만, 온양관광호텔 직원은 2015년 3월 15일 성완종 회장이 호텔에 다녀간 사실이 확실하다고 말했다.
이에 새누리당 당대표 김무성은 4월 12일 오전에 기자회견을 열고, 성역없는 철저한 검찰 수사를 요구했고, 경향신문에 성완종이 50분간 대화한 녹취록을 공개해줄 것을 요청했다. 또한, 성완종이 사망하기 4~5일 전에 억울함을 호소하는 전화를 받았다고 말했다.
2015년 4월 21일, 성완종 리스트가 정치권 뿐만 아니라 금융권에도 있다는 의혹이 제기되었다. 당시 금감원장, 금감원 부원장, 수출입은행장, 농협은행장 등이 모두 충청 출신에 충청포럼 회원이었고, 이들이 위기에 빠진 경남기업 워크아웃에 일정 부분 외압을 행사한 정황이 포착되었다.

## 다수상
- 국민훈장 모란장
- 스리랑카 란자나(외국인 최고훈장)
- 글로벌 경영인 대상(일본능률협회)
- 자랑스런 한국인 대상((사)한국언론인연합회)

## 역대 선거 결과
|  | 2.8% |

|  | 42.6% |

## 학력

### 비학위 수료
- 퍼시픽웨스턴 대학교 졸업(비인가 대학)

## 저서
- 《새벽빛》 (따뜻한손, 2007년 3월 1일 출간) ISBN 978-89-912-7416-7

## 같이 보기
- 서산시·태안군
- 서산시의 국회의원
- 태안군의 국회의원